# Remedios (Panama)
Remedios è un comune (corregimiento) della Repubblica di Panama situato nel distretto di Remedios, provincia di Chiriquí, di cui è capoluogo. Si estende su una superficie di 43,5 km² e conta una popolazione di 908 abitanti (censimento 2010).